# Zelotes reduncus
Zelotes reduncus este o specie de păianjeni din genul Zelotes, familia Gnaphosidae. A fost descrisă pentru prima dată de Purcell, 1907. Conform Catalogue of Life specia Zelotes reduncus nu are subspecii cunoscute.